# يونكرز يو 322
يونكرز يو 322 ماموث كانت طائرة نقل شراعية عسكرية ثقيلة، اقترح استخدامها من قبل لوفتفافه في الحرب العالمية الثانية؛ تم إكمال نموذجين أوليين فقط، وتم إلغاء 98 آخرى قبل الانتهاء منها. صنعت الطائرة من الخشب بالدرجة الأولى وضممت على شكل جناح واحد أساسي مع كون عرضها الكلي يتجاوز 60 متراً، لكن مع هذا الحجم الهائل والتصميم الخشبي فالطائرة كانت غير مستقرة أبداً وتعاني من مشاكل في التوازن حيث أرغمت على الهبوط بعد أول تجربة، واستغرقت عملية إعادتها للمطار أسبوعين بسبب حجمها ووزنها الكبيرين.
لاحقاً، تم اختبار الطائرة مجدداً لكنها أثبتت فشلها مع كون حمولتها القصوى أصغر بكثر من المخطط، وكون أرضيتها ضعيفة جداً حيث أدت إحدى التجارب إلى سقوط دبابة بانزر 3 منها بعد تحطم أرضيتها، ثم تم لاحقاً إلغاء المشروع بعد شهر واحد فقط وحولت النماذج إلى حطب للوقود.

## تطوير
تم تصميم الطائرة في أواخر عام 1940 بواسطة يونكرز مثل Junkers EF 094، وكان من المقرر أن يؤدي نفس الدور الذي تؤديه طائرة شراعية للنقل الثقيل مسرشميت مي 321. تلبية لمتطلبات البناء من مواد غير إستراتيجية، باستخدام البناء الخشبي بالكامل، كان من الممكن أن تكون الطائرة قادرة على حمل 20000   كيلوغرام من البضائع، أي ما يعادل بانزر-4، فلاك 88 ، مدفع ذاتي الحركة أو بما في ذلك الأفراد المصاحبين والذخيرة والوقود. يقع باب البضائع في القسم الأوسط من الحافة الأمامية للجناح، مع إزاحة قمرة القيادة.